# Weidenhofer Sägmühle
Die Weidenhofer Sägmühle ist eine ehemalige Wassermühle bei Weidenbach, einem Ortsteil der Gemeinde Kaisersbach im baden-württembergischen Rems-Murr-Kreis.

## Lage und Geschichte
Die Sägmühle liegt im Tälchen des Sägmühlenbachs, eines rechten Zuflusses des Otterbachs, etwa 150 Meter nordöstlich von Weidenbach.
Die Mühle hatte ein Vorgängerbauwerk, welches erstmals im Jahre 1581 genannt wurde, als es von Marx Doder und Leonhard Däß neu errichtet wurde. Die Mühle war ein Lehen des Klosters Murrhardt und zinste den Mönchen jährlich 7 Schillinge. Nach einer mündlichen Überlieferung soll die Mühle zu einem unbekannten Zeitpunkt durch ein Hochwasser zerstört worden sein. Etwa 150 Meter südlich der alten Mühle entstand vor 1830 die neue Sägemühle mit Wohnhaus. Die Anlage verfügte über ein Wasserrad und einen Mühlenweiher. Die Säge war bis nach dem Zweiten Weltkrieg in Betrieb.